# بول نيفيل
بول نيفيل (بالإنجليزية: Paul Neville)‏ هو سياسي أسترالي، ولد في 20 مارس 1940 في وارويك في أستراليا، وتوفي في 2019 في بوندابيرج في أستراليا. حزبياً، نشط في الحزب الوطني الليبرالي في كوينزلاند. وقد انتخب عضو مجلس النواب الأسترالي عن دائرة هينكلر ‏ (13 مارس 1993 – 5 أغسطس 2013).